# Eufriesea smaragdina
Eufriesea smaragdina là một loài Hymenoptera trong họ Apidae. Loài này được Perty mô tả khoa học năm 1833.